# Agyness Deyn

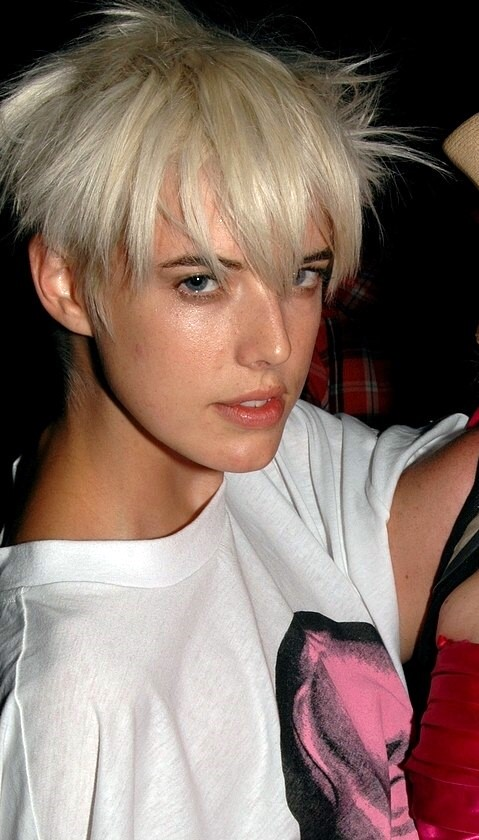
Agyness Deyn (2007).

Agyness Deyn (uttalas som Agnes Dean), ursprungligen Laura Hollins, född 16 februari 1983 i Littleborough i Greater Manchester, är en brittisk fotomodell. Hon har synts i reklamkampanjer för bland annat Anna Sui och Giorgio Armani och börjar bli något av en ikon för nutidens mode.
År 1999 vann hon 'Face of 99'-tävlingen - endast 16 år gammal. Efter det flyttade Deyn till London och började jobba på en snabbmatsrestaurang på dagtid, och i en bar på kvällstid. Hon besökte agenturen Models 1, och enligt rykten kastade hon sin portfolio och vägrade gå därifrån förrän hon blev antagen som modell.
Deyn heter egentligen Laura, men bytte till sin mormors namn Agnes efter att hon bestämt sig för modellyrket. Hennes mors väninna rådde henne då till att ändra stavningen, vilket resulterade i Agyness.
2012 gifte hon sig med skådespelaren Giovanni Ribisi, paret skildes 2015.